# Belalp Hexe
Unter dem Namen Belalp Hexe werden seit 1983 auf der Belalp im Kanton Wallis alljährlich verschiedene Skirennen durchgeführt. Das traditionellste und bedeutendste Volkskirennen ist die Hexen-Abfahrt mit mehr als 1500 Teilnehmern. Deren Rennstrecke gilt mit ihren 12 Kilometern Länge und einer zu bewältigenden Höhendifferenz von 1800 Höhenmetern als konditionell herausfordernd. Neben dem Hobbyrennfahrern wird auch die Kategorie „Hexe“ geführt, bei der die Skifahrer als Hexen verkleidet starten. Hierbei steht mehr der Spass als die eigentliche Fahrzeit im Vordergrund, und es werden auch gesellige Pausen im Rennen eingelegt. Die Hexengruppen werden zudem von einer Jury nach ihrem Auftreten und Aussehen bewertet. Im Rahmen der Belalp Hexe finden noch weitere Rennen statt. Das Belalp Derby ist ein Super-G-Rennen, das vom Skiclub Belalp organisiert wird. Die Mini-Maxi-Hexe ist ein Rennen, bei welchem Kinder und Erwachsene gemeinsam ein Team bilden.
Die Belalp Hexe gehört zu den Super Drei, den drei grössten Volkskiabfahrten der Schweiz. Die zwei anderen sind das Inferno in Mürren und die Allalin-Abfahrt in Saas-Fee.
Rund um die Rennen wird ein vielfältiges Rahmenprogramm organisiert. So zählen die Witches Nights zu den grössten Après-Ski-Partys der Schweiz und ziehen mehrere Tausend Partygäste an.

## Hexen-Abfahrt
Die Strecke beginnt am Hohstock (3112 m ü. M.) und endet in Blatten bei Naters (1322 m ü. M.). Sie hat eine Länge von 12 Kilometern und eine Höhendifferenz von 1800 Metern. Die Streckenführung ist teilweise mit der bestehenden Skipiste identisch. Bei ausserordentlichen Verhältnissen wird die Streckenführung manchmal abgeändert.
Der Gesamtsieger der Hexenabfahrt wird als Hexenmeister bezeichnet. Die Hexenmeister seit 1983:
1983: Frankiny Martin
1984: Tresch Walter
1985: Ruppen Gerhard
1986: Grossniklaus Ueli
1987: Bellwald Hans-Peter
1988: Schmidhalter Claude Alain
1989: Grossniklaus Ueli
1990: kein Rennen
1991: Kummer Emil
1992: Bellwald Hans-Peter
1993: Zuber Robert
1994: Page Arsène
1995: Zuber Robert
1996: Walker Christian
1997: Walker Christian
1998: Salzmann Christian
1999: Page Arsène
2000: Moser Markus
2001: Kälin Pius
2002: Walker Christian
2003: Moser Markus
2004: Naoni Tiziano
2005: Zumtaugwald Thomas
2006: Salzmann Mathias
2007: Salzmann Mathias
2008: Moser Markus
2009: Salzmann Mathias
2010: Moser Markus und Plaschy Didier
2011: Moser Markus
2012: Escher Christoph
2013: Moser Markus
2014: Moser Markus
2015: Zumtaugwald Thomas
2016: Bellwald Emmanuel
2017: Antonin Samuel
2018: Escher Christoph
2019: Escher Christoph
2020: Zumtaugwald Thomas
2021: kein Rennen
2022: kein Rennen
2023: Reber Mathias
2024: Rufener Kilian
2025: Rufener Kilian
Die Gesamtsiegerin der Hexenabfahrt wird als Hexenmeisterin bezeichnet. Die Hexenmeisterinnen seit 1983:
1983: Eggli Marliese
1984: Mühlemann Rösli
1985: Eggel Eliane
1986: Gertsch Therese
1987: Sonderegger Christine
1988: Stoller Vreni
1989: Feuz Angélique
1990: kein Rennen
1991: Moreillon Francine
1992: Imstepf Nicole
1993: Imstepf Nicole
1994: Hauft Erika
1995: Imstepf Nicole
1996: Salzmann Nicole
1997: Salzmann Nicole
1998: Salzmann Nicole
1999: Ruppen Monika
2000: Imstepf Nicole
2001: Fux Silvia
2002: Eggenschwiler Sandra
2003: Bähler Katja
2004: Eggenschwiler Sandra
2005: Zumtaugwald Thomas
2006: Baumgartner Eva
2007: Rubi Marianne
2008: Zeiter Karin
2009: Rubi Marianne
2010: Rubi Marianne
2011: Rubi Marianne
2012: Bärtschi Nicole
2013: Bärtschi Nicole
2014: Bärtschi Nicole
2015: Bärtschi Nicole
2016: Bärtschi Nicole
2017: Mächler Nadin
2018: Mächler Nadin
2019: Bärtschi Nicole
2020: Bärtschi Nicole
2021: kein Rennen
2022: kein Rennen
2023: Bärtschi Nicole
2024: Brawand Tanja
2025: Wenger Arianne